# Josef Mayr-Nusser
Josef Mayr-Nusser (27 de dezembro de 1910 - 24 de fevereiro de 1945) foi um católico italiano que serviu como presidente da Conferência de São Vicente de Paulo da divisão de Bolzano, bem como membro da Ação Católica. Ele é mais conhecido por se recusar a recitar o juramento de Hitler depois que foi convocado como soldado nazista e sentenciado à morte no campo de concentração de Dachau. Ele morreu a caminho do acampamento em 1945. Ele é conhecido como o "Mártir do Primeiro Mandamento".
Mayr-Nusser foi saudado por viver sua vida de acordo com os princípios do Evangelho e de São Vicente de Paulo e sua causa de santidade foi introduzida em 2005 a pedido local; ele teve o título de Servo de Deus assim que a causa foi iniciada. O Papa Francisco aprovou sua beatificação em 8 de julho de 2016 e foi beatificado em Bolzano em 18 de março de 2017, conforme anunciado no mesmo dia.

## Vida

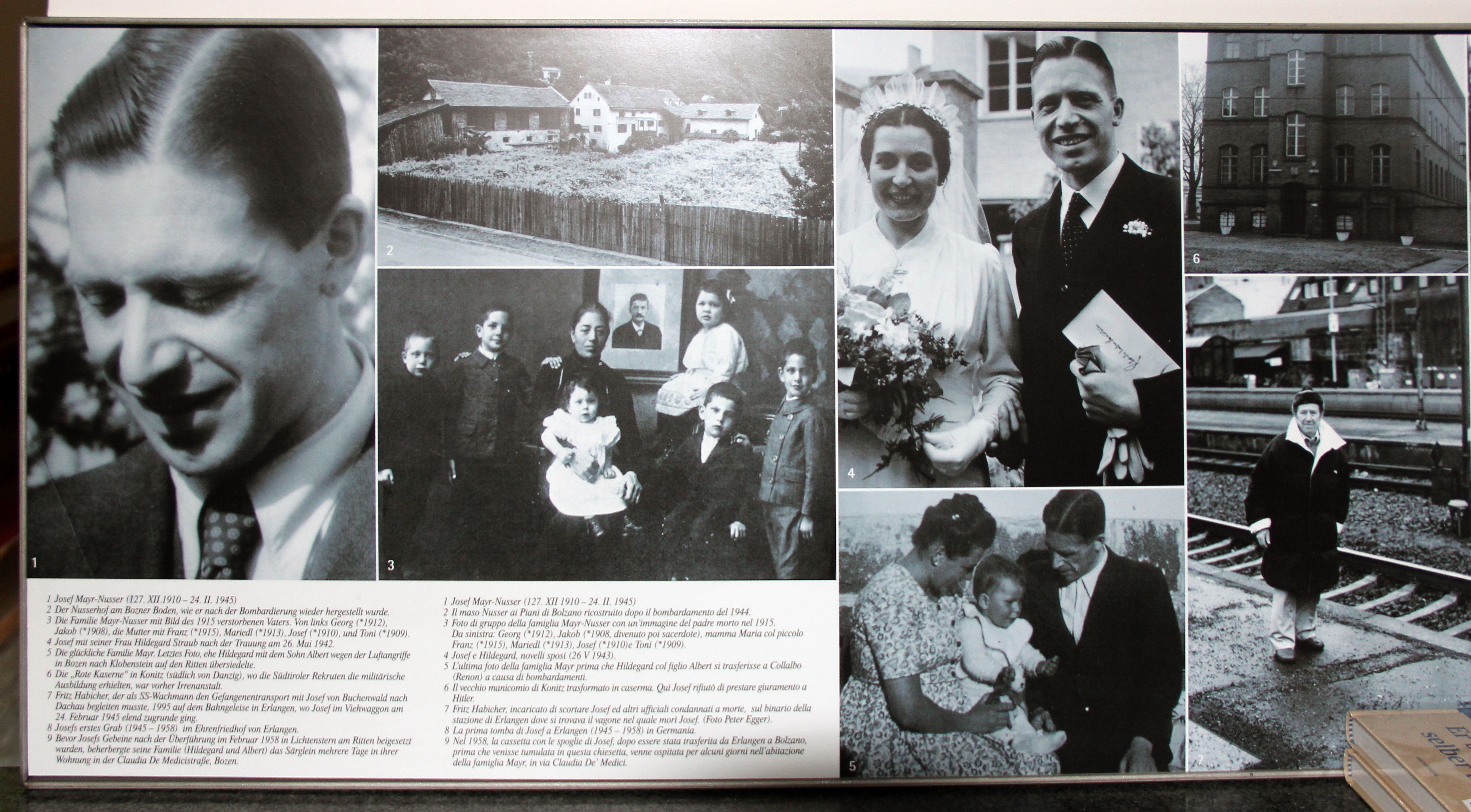
Mayr-Nusser em uma placa comemorativa

Josef Mayr-Nusser nasceu em 27 de dezembro de 1910 em Bolzano em uma casa rural alemão - italiana. Ele cresceu em uma fazenda na qual seus pais devotos lhe ensinaram valores cristãos junto com seu irmão mais velho Jakob, que se matriculou em um seminário para se tornar padre.
Mayr-Nusser ficou fascinado com a vida e obra de Frédéric Ozanam e com a vida de São Vicente de Paulo. Para tanto, na tentativa de emular a dupla e ajudar os pobres com espírito de caridade, ingressou na Sociedade de São Vicente de Paulo aos 22 anos e tornou-se seu presidente eleito em 1937. Mayr-Nusser serviu como presidente da sociedade em sua divisão Bolzano e nessa qualidade visitou constantemente os pobres, fornecendo-lhes assistência material e espiritual, no processo tornando-se um defensor vocal do combate à pobreza. Em uma carta de 1938 aos membros, Mayr-Nusser disse: "Quando um irmão vai visitar uma família pobre, você deve fazer de tudo para organizar seu tempo de forma que possa gastar pelo menos 10-15 minutos para visitar as pessoas".  Na tentativa de aprofundar sua compreensão da fé, ele estudou as cartas de São Tomás de More e os escritos de São Tomás de Aquino.
Os amigos de Mayr-Nusser o apelidaram de "Pepi" em sua adolescência e início da idade adulta. Em 1934, tornou-se chefe da Ação Católica da Diocese de Trento, aceitando o convite do Papa Pio XI para ampliar suas atividades laicas. Além dos cargos que preencheu, Mayr-Nusser tornou-se secretamente membro do movimento antinazista "Andreas Hofer Bund" em 1939.
Em 26 de maio de 1942, ele se casou com Hildegard Straub (1907–1998) e seu filho Alberto nasceu em 1943.
Como parte do recrutamento nazista durante a Segunda Guerra Mundial, ele foi alistado na unidade da SS em 1944, o que o forçou a deixar sua esposa e filho recém-nascido para treinamento na Prússia; ele foi expulso em 7 de setembro de 1944. Em algum momento durante a guerra, seu pai foi morto na linha de frente. Franz Treibenreif (um camarada e amigo) disse dele no que se tornou um fatídico 4 de outubro de 1944: "Josef estava pensativo e preocupado. Inesperadamente, ele ergueu a mão: 'Senhor Major-General', disse ele com voz forte, 'Não posso fazer um juramento a Hitler em nome de Deus. Não posso fazer porque minha fé e consciência não permitem '”. Os amigos de Mayr-Nusser tentaram convencê-lo a se retratar ou a cessar a declaração explosiva, mas ele evitou as ofertas deles para defender suas crenças. Mayr-Nusser acreditava ardentemente que o nacional-socialismo não podia ser reconciliado de forma alguma com os valores da ética cristã e acreditava que a ideologia ia contra a lei divina de Deus.
Como resultado disso, Mayr-Nusser foi preso e mais tarde transferido para Danzig, onde foi processado. Enquanto aguardava o julgamento, Mayer-Nusser começou a cortar lenha e descascar batatas, e recebeu o direito de orar durante seu tempo no cativeiro.
Da prisão, Mayr-Nusser enviou uma série de cartas para sua esposa e disse sobre suas ações: "Você não seria minha esposa se esperasse algo diferente de mim". Em fevereiro de 1945, ele foi condenado à morte por traição e recebeu ordem de ser baleado por um pelotão de fuzilamento no campo de concentração de Dachau. No entanto, ele adoeceu com disenteria e, a caminho de Dachau de trem, com cerca de 40 outras pessoas sendo enviadas ao campo, morreu na manhã de 24 de fevereiro de 1945. Quando seu cadáver foi descoberto, ele foi encontrado com uma Bíblia e um rosário consigo.
Os restos mortais de Mayr-Nusser foram transferidos para a Igreja de San Giuseppe em Bolzano em 1958.

### Legado
Em 2013, a South Tyrolian Society for Political Science nomeou Mayr-Nusser como sua Personalidade Política do Ano. Vários lugares foram nomeados em sua homenagem a sua vida e sacrifício.
No dia 19 de março de 2017, na festa de São José, o Papa Francisco descreveu Mayr-Nusser como "um modelo para os fiéis leigos, especialmente para os padres, que hoje recordamos com muito carinho".

## Beatificação

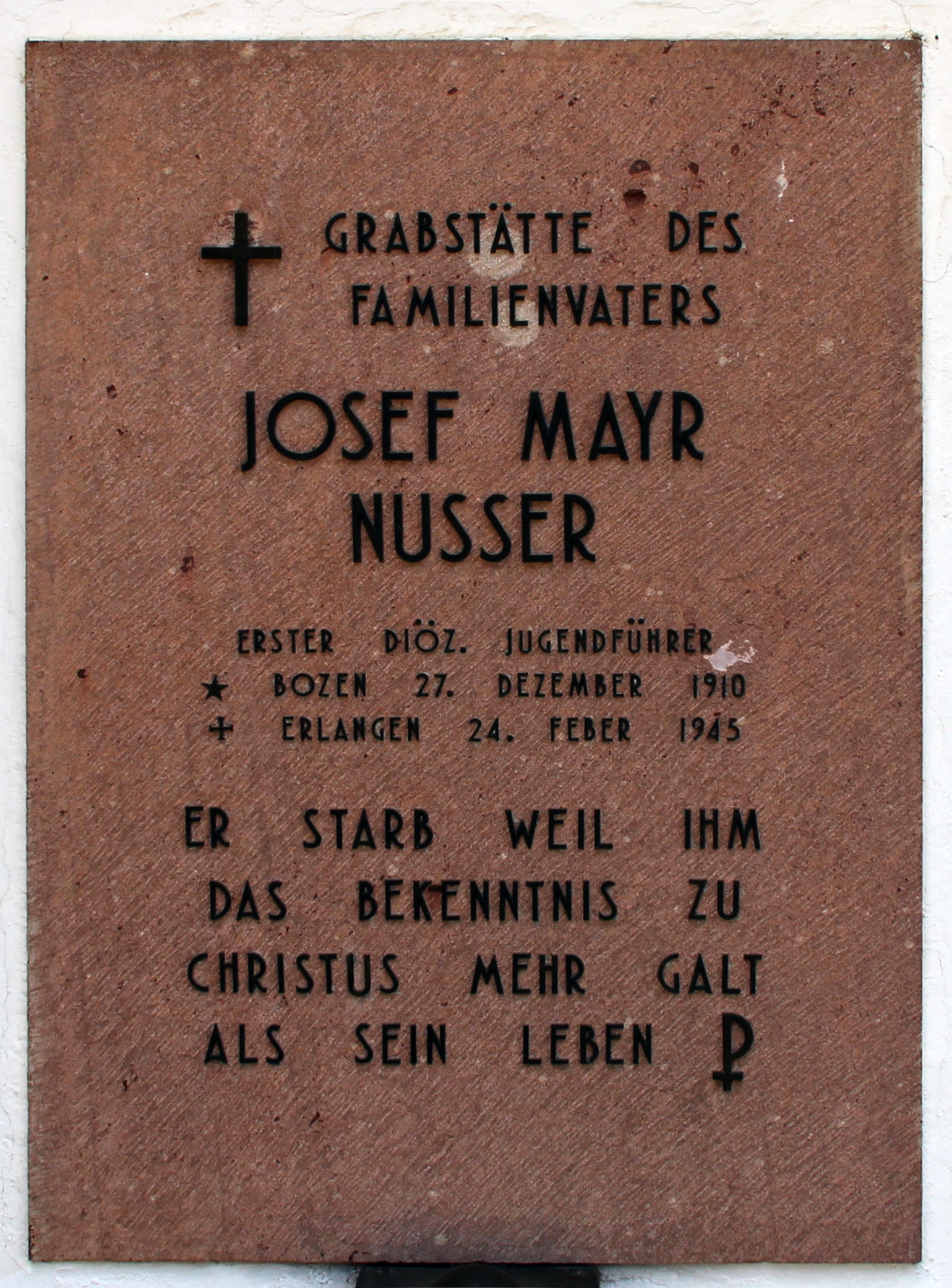
Placa comemorativa

O processo de beatificação foi definido para começar em Bolzano depois que os direitos da causa foram transferidos de Bamberg para Bolzano em 23 de fevereiro de 1991. No entanto, a causa não recebeu a aprovação formal da Congregação para as Causas dos Santos até 30 de setembro de 2005, quando ele recebeu o título de Servo de Deus e o processo diocesano pôde começar. O processo diocesano durou de 24 de fevereiro de 2006 até 19 de março de 2007, quando todos os documentos coletados foram enviados a Roma para uma nova inspeção. O decreto de validade do processo foi concedido vários anos depois, em 23 de abril de 2010, e permitiu a postulação para redigir a Positio sobre o seu martírio. A Positio foi submetida a C.C.S. em janeiro de 2015.
Foi informado que a beatificação de Mayr-Nusser ocorreria em Bolzano em 2016, uma vez que teólogos que assessoravam a C.C.S. aprovaram a causa em 29 de outubro de 2015 e a encaminharam aos próprios membros da C.C.S. para decisão em 21 de junho de 2016, que também a aprovaram.
O Papa Francisco aprovou a beatificação em 8 de julho de 2016 e foi beatificado em Bolzano em 18 de março de 2017, com o cardeal Angelo Amato presidindo a celebração em nome do papa.
O postulador atual da causa é Carlo Calloni, O.F.M. Cap. O primeiro postulador designado foi Josef Innerhofer.